# Meeting Areva 2009

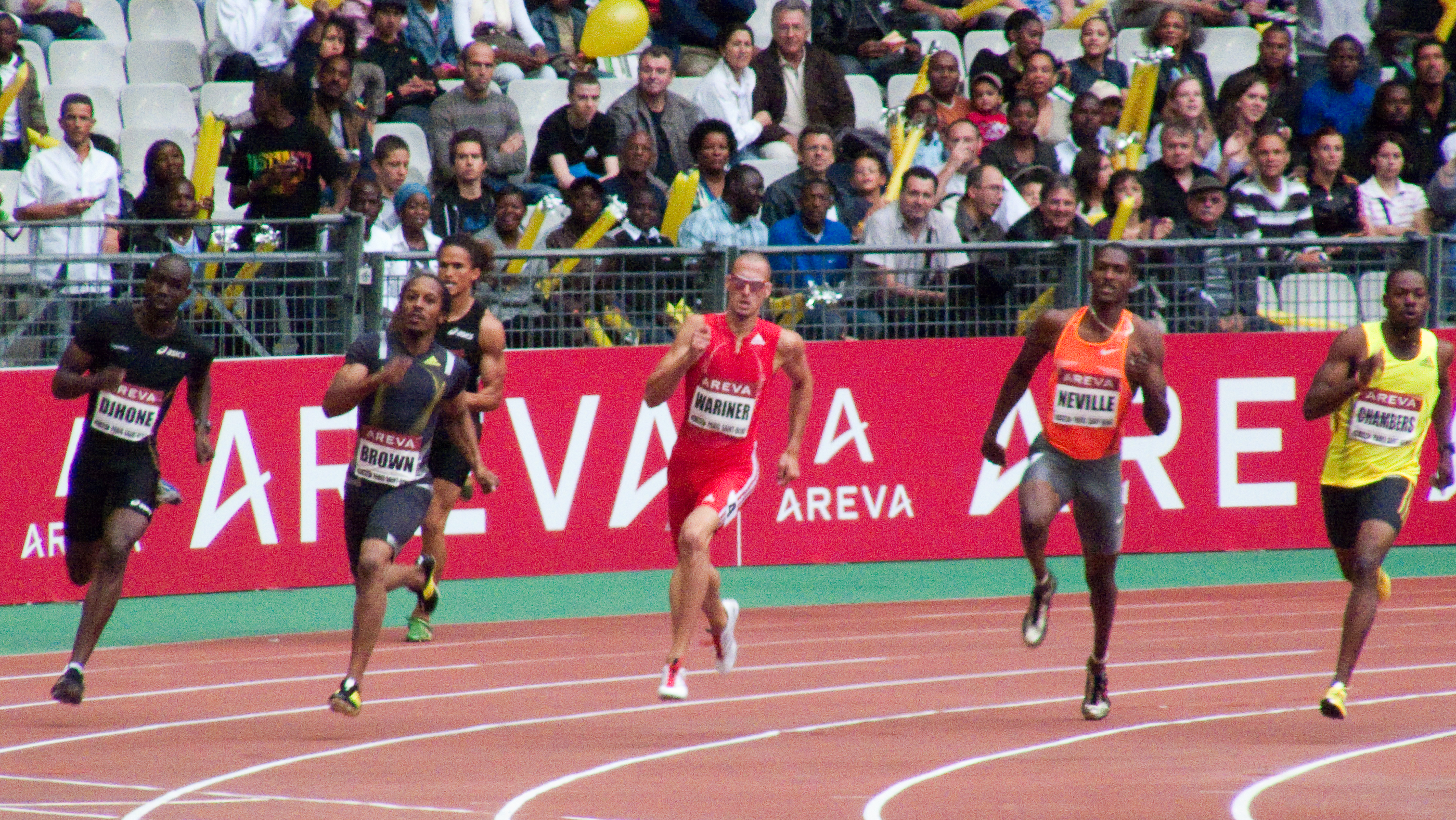
Gara dei 400 m al Meeting Areva 2009, da sinistra a destra: Leslie Djhone, Chris Brown, Jeremy Wariner, David Neville e Ricardo Chambers.

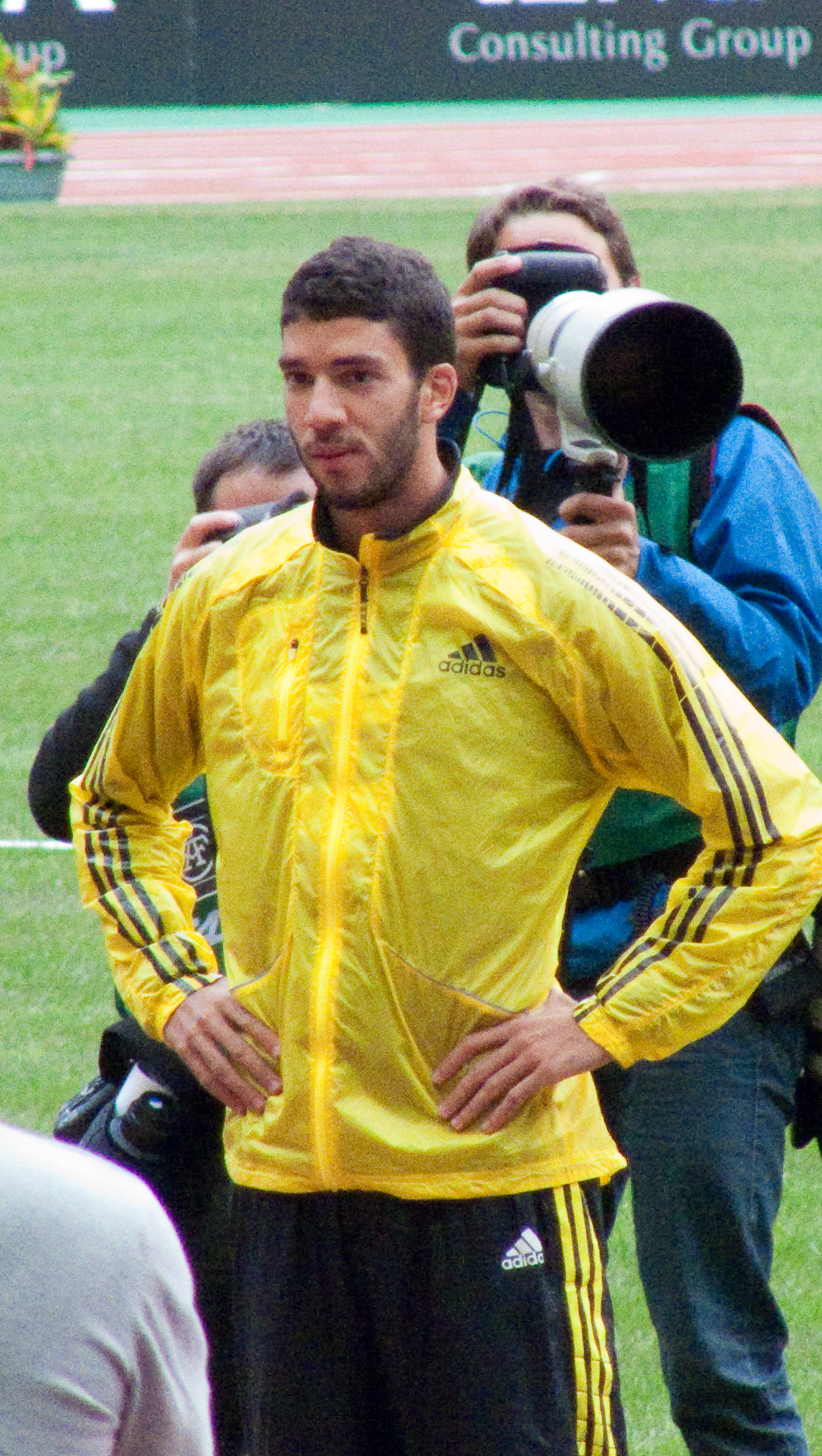
Mahiedine Mekhissi-Benabbad al Meeting Areva 2009, dove ha vinto i 3000 m siepi.

Il Meeting Areva 2009 è stata l'undicesima edizione del Meeting de Paris, annuale raduno di atletica leggera, e si è svolta dalle ore 19:50 alle 22:00 UTC+2 del 17 luglio 2009 presso lo Stade de France di Saint-Denis, nei pressi di Parigi. Il meeting è stato anche la quarta tappa della IAAF Golden League 2009.

## Programma
Il meeting ha visto lo svolgimento di 16 specialità, 9 maschili e 7 femminili: di queste, 5 maschili e altrettante femminili erano valide per la Golden League.
| # | Orario | Specialità             |
| - | ------ | ---------------------- |
| 1 | 19:50  | Salto con l'asta       |
| 2 | 20:05  | 400 m                  |
| 3 | 20:15  | Salto triplo           |
| 4 | 20:20  | Lancio del giavellotto |
| 5 | 20:25  | 800 m                  |
| 6 | 20:45  | 110 m hs               |
| 7 | 21:05  | 3000 m                 |
| 8 | 21:40  | 100 m                  |
| 9 | 21:47  | 3000 m siepi           |

| # | Orario | Specialità       |
| - | ------ | ---------------- |
| 1 | 19:55  | Salto con l'asta |
| 2 | 20:00  | Salto in alto    |
| 3 | 20:15  | 400 m hs         |
| 4 | 20:35  | 400 m            |
| 5 | 20:55  | 100 m hs         |
| 6 | 21:20  | 100 m            |
| 7 | 21:30  | 800 m            |

## Risultati
Di seguito i primi tre classificati di ogni specialità.

### Uomini
| Specialità             | 1º classificato     | Prestazione | 2º classificato | Prestazione | 3º classificato    | Prestazione |
| 100 m                  | Usain Bolt          | 9.79        | Daniel Bailey   | 9.91        | Yohan Blake        | 9.93        |
| 400 m                  | Jeremy Wariner      | 45.28       | Chris Brown     | 45.44       | Leslie Djhone      | 45.47       |
| 800 m                  | Ismail Ahmed Ismail | 1'45.85     | Nadjim Manseur  | 1'46.31     | Khadevis Robinson  | 1'46.47     |
| 3000 m                 | Kenenisa Bekele     | 3'36.24     | Bernard Lagat   | 3'36.96     | Morhad Amdouni     | 3'37.19     |
| 110 m hs               | Dexter Faulk        | 13.14       | Dwight Thomas   | 13.30       | Garfield Darien    | 13.39       |
| 3000 m siepi           | Mahiedine Benabbad  | 8'13.23     | Ezekiel Kemboi  | 8'15.27     | Jukka Keskisalo    | 8'15.59     |
| Salto con l'asta       | Renaud Lavillenie   | 5.70 m      | Damiel Dossévi  | 5.60 m      | Malte Mohr         | 5.45 m      |
| Salto triplo           | Phillips Idowu      | 17.17 m     | Jadel Gregório  | 17.12 m     | Arnie David Girat  | 17.07 m     |
| Lancio del giavellotto | Andreas Thorkildsen | 88.03 m     | Tero Pitkämäki  | 86.68 m     | Vadims Vasilevskis | 82.82 m     |

In grassetto le specialità valide per il jackpot della Golden League
     Atleti ancora in corsa per il jackpot della Golden League dopo questo meeting

### Donne
| Specialità       | 1º classificata | Prestazione | 2º classificata        | Prestazione | 3º classificata       | Prestazione |
| 100 m            | Kerron Stewart  | 10.99       | Chandra Sturrup        | 11.15       | Aleen Bailey          | 11.26       |
| 400 m            | Sanya Richards  | 49.34       | Novlene Williams-Mills | 50.39       | Amantle Montsho       | 50.61       |
| 800 m            | Anna Willard    | 1'58.80     | Elisa Cusma Piccione   | 1'58.89     | Oksana Zbrozhek       | 1'59.13     |
| 100 m hs         | Dawn Harper     | 12.68       | Michelle Perry         | 12.75       | Virginia Powell       | 12.81       |
| 400 m hs         | Anna Jesień     | 54.37       | Melaine Walker         | 54.47       | Tiffany Williams      | 54.72       |
| Salto in alto    | Blanka Vlašić   | 1.99 m      | Anna Čičerova          | 1.97 m      | Antonietta Di Martino | 1.97 m      |
| Salto con l'asta | Elena Isinbaeva | 4.65 m      | Svetlana Feofanova     | 4.55 m      | Anna Rogowska         | 4.55 m      |

In grassetto le specialità valide per il jackpot della Golden League
     Atlete ancora in corsa per il jackpot della Golden League dopo questo meeting